# Banjar Anyar (Kediri)
Banjar Anyar is een bestuurslaag in het regentschap Tabanan van de provincie Bali, Indonesië. Banjar Anyar telt 17.534 inwoners (volkstelling 2010).